# Torben Elgaard Jensen
Torben Elgaard Jensen (født 9. november 1967) er professor ved Institut for Kultur og Læring ved Aalborg Universitet. Hans forskningsområde er Science & Technology Studies, Teknoantropologi, Samfundsvidenskabelige studier af digitalisering og digitale teknologier og har tidligere forsket i innovationspraksisser i en række forskellige organisationer.  

## Uddannelse og karriere
Torben Elgaard Jensen har en kandidat i psykologi fra Københavns Universitet (1995), hvor han også har modtaget sin Ph.d. fra med afhandlingen Performing Social Work – Competence, orderings, spaces and objects (2002).

Fra 1995 til 1998 var han chefkonsulent og medejer af Konsulentfirmaet GAIN ApS, mens han også fra 1996 til 1998 var ekstern lektor ved Københavns Universitet. I 2004 blev han forskningsadjunkt på Copenhagen Business School (CBS). I 2006 blev han adjunkt ved Danmarks Tekniske Universitet (DTU), hvor han i 2007 blev lektor. I 2012 blev han professor ved Aalborg Universitet, hvor han også er leder af Forskningsgruppen i Teknoantropologi.

Fra 2006 til 2015 var han formand for Danish Association for Science and Technology Studies (DASTS), som han også er medstifter af. I 2020 var han fellow ved Durham University. Siden 2016 har han været bestyrelsesmedlem for Danish Institute for Sustainable Innovation and Entrepreneurship (DISIE). Siden 2012 har han været redaktør ved Science Studies og han har været reviewer for en række andre tidsskrifter.

## Priser
Torben Elgaard Jensen har vundet følgende priser gennem sin karriere:
- 2020, The Ziman award, given by the European Association for Studies of Science and Technology to ‘The Techno-Anthropology Lab’ for the most innovative cooperation in a venture to promote the public understanding of the social dimensions of science[4]
- 2016, The Freeman award, given by the European Association for Studies of Science and Technology to ‘The New Production of Users’, edited by Sampsa Hyysalo, Torben Elgaard Jensen and Nelly Oudshoorn[5]
- 1995, Københavns Universitets sølvmedalje for kandidatafhandlingen Planer i Praksis

## Publikationer
Torben Elgaard Jensen har udgivet 4 bøger:
- Hyysalo, S., T. Elgaard Jensen & N. Oudshoorn (2016) (eds.) The New Production of Users: Changing involvement strategies and innovation collectives, Routledge.
- Blok, Anders & Elgaard Jensen, T. (2011) Bruno Latour – Hybrid thoughts in a hybrid world. London: Routledge.
- Blok, Anders & Elgaard Jensen, T. (2009) Bruno Latour – hybride tanker i en hybrid verden [Bruno Latour – Hybrid thoughts in a hybrid world] København: Hans Reitzels Forlag.
- Elgaard Jensen, T. & Ann Westenholz (2004a) (eds.) Identity in the Age of the New Economy: Life in temporary and scattered work practices, Cheltenham, UK: Edward Elgar.

Blandt andre publikationer kan følgende nævnes:
- Elgaard Jensen, T, A. Birkbak, A.K. Madsen & A.K. Munk (2021) ’Participatory Data Design: Acting in a digital world’ in Downey & Zuiderent-Jerak (eds.) Making and Doing STS, MIT press.
- Irwin, A, T. Elgaard Jensen & K. E. Jones (2013) ‘The Good, the Bad and the Perfect – Criticizing engagement practice’, Social Studies of Science 43(1):119-136.
- Elgaard Jensen, T. (2012) ‘Intervention by Invitation: New concerns and new versions of the user in STS’, Science Studies,  Vol. 25 (1): 13-36.
- Elgaard Jensen, T. & M.M. Andreasen (2010) Design Methods in Practice: Beyond the ‘systematic’ approach of Pahl & Beitz. Proceedings of the 11th International Design Conference DESIGN 2010 (ISBN 978-953-7738-07-5), pages: 21-28
- Elgaard Jensen, T. (2008a). “Future and Furniture: A study of a New Economy Firm’s Powers of Persuasion”, Science, Technology & Human Values, 33(1).
- Elgaard Jensen, T. (2008b) “Experimenting with Commodities and Gifts: the case of an office hotel”, Organization, 15 (2).